# Efferia wilcoxi
Efferia wilcoxi este o specie de muște din genul Efferia, familia Asilidae. A fost descrisă pentru prima dată de Stanley Willard Bromley în anul 1940. Conform Catalogue of Life specia Efferia wilcoxi nu are subspecii cunoscute.